# Silvia Baron Supervielle
Pour les articles homonymes, voir Baron.
Silvia Baron Supervielle, née le 10 avril 1934 à Buenos Aires (Argentine), est une écrivaine et traductrice argentine d'expression française. Elle habite à Paris depuis 1961.

## Biographie

### Famille
Née de mère uruguayenne et de père argentin d'origine béarnaise, Silvia Baron Supervielle a comme cousin le poète Jules Supervielle.
Elle fut la compagne de Geneviève Asse.

### Parcours
Elle commence à écrire des poèmes et des nouvelles dans sa langue maternelle, l’espagnol.
Elle arrive en France en 1961 pour un court séjour, qui se prolonge plusieurs dizaines d'années. Au bout de quelques années, elle recommence à écrire, désormais dans la langue de son pays d’adoption. Mais elle se dit toujours un écrivain du Río de la Plata.
En 1970, Maurice Nadeau publie une série de ses poèmes dans Les Lettres nouvelles. Son premier recueil en français, La Distance de sable, paraît en 1983 aux éditions Granit. Ses livres suivants sont publiés aux éditions José Corti, au Seuil, aux éditions Arfuyen, puis chez Gallimard.
Elle a traduit en français de nombreux écrivains argentins : Jorge Luis Borges, Silvina Ocampo, Alejandra Pizarnik, Roberto Juarroz, Julio Cortázar, etc.
Elle est l’auteure de la traduction en espagnol de la poésie et du théâtre de Marguerite Yourcenar.

### Décorations
- 2023 :  Officière de la Légion d'honneur[3]
  - 2005 : Chevalière
- 2011 :  Officière de l'ordre national du Mérite

## Œuvres

### Romans, récits et nouvelles
- L'Or de l’incertitude, José Corti, 1990
- Le Livre du retour, José Corti, 1993
- La Frontière, José Corti, 1995
- Nouvelles Cantates, José Corti, 1995
- La Ligne et l'Ombre, Seuil, 1999
- La Rive orientale, Seuil, 2001
- Le Pays de l'écriture, Seuil, 2002 — prix Tristan-Tzara
- Une Simple Possibilité, Seuil, 2004
- La Forme intermédiaire, Seuil, 2006
- L'Alphabet du feu, Gallimard, 2007
- Journal d'une saison sans mémoire, Gallimard, 2009
- Le Pont international, Gallimard, 2011[1]
- Lettres à des photographies, Gallimard, 2013
- Notes sur Thème, Galilée, 2014
- La Douceur du miel, Gallimard, 2015
- Chant d'amour et de séparation, Gallimard, 2017
- Le Regard inconnu, Gallimard, 2020
- La Langue de là-bas, Seuil, 2023

### Poésie
- Les Fenêtres, Hors commerce, 1977
- Plaine blanche, Carmen Martinez, 1980
- Espace de la mer, Thierry Bouchard, 1981
- La Distance de sable, Granit, 1983
- Le Mur transparent, Thierry Bouchard, 1986
- Lectures du vent, José Corti, 1988
- L'Eau étrangère, José Corti, 1993
- Après le pas, Arfuyen, 1997
- Essais pour un espace, Arfuyen, 2001
- Pages de voyage, Arfuyen, 2004
- Autour du vide, Arfuyen, 2008
- Sur le fleuve, Arfuyen, 2013
- Al margen / En marge, poésie complète en édition bilingue espagnol-français, Adriana Hidalgo editora, Buenos Aires, 2013
- Un autre loin, Gallimard, 2018 — prix Alain-Bosquet 2018
- En marge, Points, 2020

### Entretiens et correspondances
- Un été avec Geneviève Asse, entretien, L'échoppe, 1996
- Une reconstitution passionnelle, correspondance avec Marguerite Yourcenar, Gallimard, 2009
- Une écriture en exil, éditions Caractères, 2012

### Préface
- Victoria Ocampo, Le Vert Paradis et autres écrits, Vendémiaire, 2023, 213 p. (ISBN 9782363583994)

### Traductions

#### En français
- Jorge Luis Borges, Les Conjurés, Jacques Quentin éditeur, Genève, 1989
- Macedonio Fernández, Elena Bellemort, José Corti, 1990
- Macedonio Fernández, Papiers de Nouveau venu et Continuation de rien, fragments, avec Marianne Millon, José Corti, 1992
- Roberto Juarroz, Fragments verticaux, fragments, José Corti, 1993
- J. Rodolfo Wilcock, Les Jours heureux, poèmes, La Différence, 1994
- Macedonio Fernández, Cahiers de tout et de rien, fragments, avec Marianne Millon, José Corti, 1996
- Silvina Ocampo, Poèmes d’amour désespéré, poèmes, José Corti, 1997
- Roberto Juarroz, Quatorzième Poésie verticale, poèmes, José Corti, 1997
- Silvina Ocampo, La Pluie de feu, théâtre, Christian Bourgois, 1997
- Thérèse d’Avila, Cantiques du chemin, poèmes, Éditions Arfuyen, 1999
- Arnaldo Calveyra, Le Livre du miroir, poèmes, Actes Sud, 2000
- Ángel Bonomini, Tours de silence, poèmes, Éditions Arfuyen, 2004
- Alejandra Pizarnik, Œuvre poétique, avec Claude Couffon, Actes Sud, 2005
- Julio Cortázar, Crépuscule d'automne, José Corti, 2010
- Jorge Luis Borges,  Poèmes d'amour, Gallimard, édition bilingue, 2014
- Ida Vitale, Ni plus ni moins, avec François Maspero, Seuil, coll. « La Librairie du XXIe siècle », 2016 — prix Max-Jacob étranger 2017
- Jorge Luis Borges, Le Tango, Gallimard, coll. « Arcades », 2018

#### En espagnol
- Marguerite Yourcenar, Les Charités d'Alcippe, Visor, 1983
- Marguerite Yourcenar, Théâtre I, Lumen, 1983 et Théâtre II, Lumen, 1986
- Marguerite Yourcenar, Les Trente-Trois Noms de Dieu, Reverso ediciones, 2005

### Autres prix
- 2003 : prix François-Mauriac de l'Académie française pour Le Pays de l'écriture[4]
- 2012 : prix Jean-Arp de littérature francophone pour l'ensemble de son œuvre[5]
  - 2013 : hommage rendu à Strasbourg à l'occasion de la remise de ce prix les 22 et 23 mars 2013 dans le cadre des Rencontres européennes de littérature[6]
- 2013 : prix spécial Roger Caillois 2013 pour le centenaire de la naissance de Roger Caillois
- 2019 : prix du rayonnement de la langue et de la littérature françaises décerné par l'Académie française

#### Sur les sites d'éditeurs
- Notice, bibliographie et revue de presse aux éditions José Corti
- Biographie, petite anthologie et revue de presse aux éditions Arfuyen